# Estação Itu (Rumo)
A Estação de Itu da Rumo Logística é uma estação ferroviária do município de Itu, localizado no interior do estado de São Paulo.
Faz parte da Variante Boa Vista-Guaianã (atual Malha Paulista).

## História
A estação foi inaugurada em 1986 pela FEPASA, um ano após a inauguração da Variante Boa Vista-Guaianã, utilizada principalmente por trens cargueiros. Foi estação de passageiros somente durante os anos 1990, atendendo aos trens turísticos que tinham como destino Peruíbe.
Em 2016, era a sede da manutenção de via permanente da Rumo Logística, e seu pátio ferroviário recebe grande volume de trens de carga.